# Thylacinus macknessi
Thylacinus macknessi is een uitgestorven buidelwolf. Deze soort leefde tijdens het Oligoceen en Mioceen op het Australische continent. 

## Kenmerken
Thylacinus macknessi was met een geschat gewicht van ongeveer 9 kg zwaar de kleinste buidelwolf uit het geslacht Thylacinus.

## Fossiele vondsten
Fossielen van Thylacinus macknessi zijn gevonden in bij de Neville's Garden Site in Riversleigh in Queensland en dateren uit het Laat-Oligoceen tot Vroeg-Mioceen. Hiermee is deze soort de eerste vertegenwoordiger van het geslacht Thylacinus. In dezelfde periode en hetzelfde gebied leefden enkele andere buidelwolven, zoals Nimbacinus dicksoni. Het holotype is een gedeeltelijke rechter onderkaak met drie kiezen. Daarnaast zijn een hoektand en twee geïsoleerde kiezen van Thylacinus macknessi gevonden.